# Magyar királyok leányainak listája
Ez a cikk a magyar királyok leányainak listája.

## Árpád-ház
Bővebben: Árpád-ház
I. András király:
- Adelhaid királyi hercegnő (1040 körül –1062) – II. Vratiszláv cseh király felesége

I. Béla király:
- Zsófia királyi hercegnő (1047 körül –1095) – Magnus szász herceg felesége
- Eufémia királyi hercegnő (1055 körül –1095) – I. Ottó olmützi herceg felesége
- Ilona királyi hercegnő (1050 után –1091) – Dmitar Zvonimir horvát király felesége

I. László király:
- Piroska királyi hercegnő (1088–1134) – II. Ióannész bizánci császár felesége

Kálmán király:
- Zsófia királyi hercegnő (1100–1125) – Saul bihari ispán felesége

Álmos királyi herceg:
- Adelhaid királyi hercegnő (1106 körül–1140) – I. Szobeszláv cseh fejedelem felesége

II. Béla:
- Zsófia királyi hercegnő (1136–1161) – Berengár Henrik jegyese, majd bencés apáca
- Erzsébet királyi hercegnő (1128 körül –1154) – III. Mieszko lengyel fejedelem felesége

II. Géza király:
- Erzsébet királyi hercegnő (1144 körül –1189) – Frigyes cseh fejedelem felesége
- Ilona királyi hercegnő (1158 körül –1199) – V. Lipót osztrák herceg felesége

II. László ellenkirály:
- Mária királyi hercegnő (1148 előtt –?) – II. Vital Michele felesége

III. Béla király:
- Margit királyi hercegnő (1175–1223) – II. Iszaakiosz bizánci császár felesége
- Konstancia királyi hercegnő (1181–1240) – I. Ottokár cseh király felesége

II. András király:
- Mária királyi hercegnő (1204–1237) – II. Iván Aszen bolgár cár felesége
- Erzsébet királyi hercegnő (1207–1231) – IV. Lajos türingiai tartománygróf felesége
- Jolán királyi hercegnő (1219–1251) – I. Jakab aragóniai király felesége

IV. Béla király:
- Kunigunda királyi hercegnő (1224–1292) – magyar szent, V. Boleszláv lengyel fejedelem felesége
- Anna királyi hercegnő (1226 körül –1271) – Rosztyiszlav halicsi fejedelem felesége
- Jolán királyi hercegnő (1235 körül –1292) – Boleszláv kaliszi fejedelem felesége
- Erzsébet királyi hercegnő (1236–1271) – XIII. Henrik bajor herceg felesége
- Konstancia királyi hercegnő (1237–1276) – I. Leó halicsi fejedelem felesége
- Margit királyi hercegnő (1242–1270) – domonkos apáca lett

V. István magyar király:
- Erzsébet királyi hercegnő (1255 körül –1313 után) – II. István Uroš szerb király felesége
- Katalin királyi hercegnő (1256 körül –1314 után) – Dragutin István szerb király felesége
- Mária királyi hercegnő (1257 körül –1323) – II. Károly nápolyi király felesége
- Anna királyi hercegnő (1260 körül –1281) – II. Andronikosz bizánci császár felesége

III. András király (1265 körül –1301):
- Erzsébet királyi hercegnő (1292–1338) – Vencel cseh trónörökös jegyese, domonkos apáca lett

## Anjou-ház
Bővebben: Capeting–Anjou-ház
Martell Károly magyar trónkövetelő:
- Beatrix hercegnő (1290–1343/54) – II. János viennois-i dauphin felesége
- Klemencia hercegnő (1293–1328) – X. Lajos francia király felesége

I. Károly király:
- Katalin királyi hercegnő (? –1355) – II. Henrik świdnicai herceg felesége

I. Lajos király:
- Katalin királyi hercegnő (1370–1378)
- Mária királyi hercegnő (1371–1395) – magyar királynő, Zsigmond brandenburgi választófejedelem társuralkodója és felesége
- Hedvig királyi hercegnő (1374–1399) – Lengyelország királynője, Jagelló litván fejedelem felesége

István, Szlavónia hercege:
- Erzsébet királyi hercegnő (1352–1380) – II. Fülöp tarantói herceg

## Luxemburgi-ház
Bővebben: Luxemburg-ház
Zsigmond király:
- Erzsébet királyi hercegnő (1409–1442) – Albert német, magyar és cseh király felesége

## Habsburg-ház
Bővebben: Habsburg-ház
Albert király:
- Anna királyi hercegnő (1432–1462) – III. Vilmos türingiai tartománygróf felesége
- Erzsébet királyi hercegnő (1437–1505) – IV. Kázmér lengyel király felesége

## Jagelló-ház
Bővebben: Jagelló-ház
II. Ulászló király:
- Anna királyi hercegnő (1503–1547) – I. Ferdinánd német-római császár felesége